# Noi siamo due evasi
Noi siamo due evasi è un film del 1959 diretto da Giorgio Simonelli.

## Trama

Camillo (Raimondo Vianello) e Bernardo (Ugo Tognazzi) si camuffano da prostitute per evitare l'arresto

Camillo e Bernardo sono due amici; dopo la rottura con la fidanzata del primo, decidono di andare a divertirsi in un night club. Qui conoscono Odette, apparentemente seducente ballerina, ma in realtà complice di due mascalzoni nel frattempo in carcere. Il fatto è che Camillo e Bernardo somigliano molto agli imprigionati e quindi non sarà difficile che vengano incarcerati al posto loro. Per fortuna i due amici riescono a fuggire appena in tempo, ma devono pagare l'avvocato per la causa. Quindi s'improvvisano prima ballerine, monaci e indossatori per trovare i soldi, ma niente da fare. Solo allora Camillo pensa alla direttrice di un'agenzia assicurazioni, sua futura cognata, e mette in atto il piano di forzare la cassaforte. Ma quando di notte entrano nella casa la cassaforte è sparita e i due si trovano a fare i conti con Odette e un paio di guardie della villa.